# کالدیکات
کالدیکات (به انگلیسی: Caldicot) یک شهرک در ولز است که در مونموت‌شر واقع شده‌است. کالدیکات ۱۱٬۴۲۴ نفر جمعیت دارد.

## خواهرخوانده
شهر واگهویزل خواهرخواندهٔ کالدیکات هست.

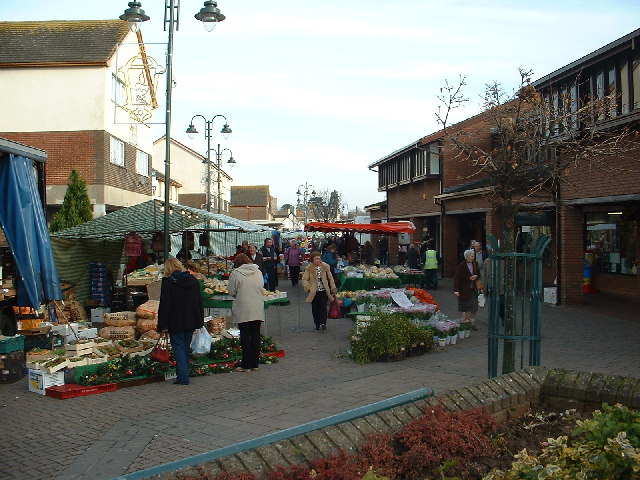
بازار روز کالدیکات